# Rosalia dejeani
Rosalia dejeani är en skalbaggsart som beskrevs av André Vuillet 1911. Rosalia dejeani ingår i släktet Rosalia och familjen långhorningar.
Artens utbredningsområde är Taiwan. Inga underarter finns listade i Catalogue of Life.